# Emmett Naar
Emmett Naar (Canberra, 3 luglio 1994) è un cestista australiano.

## Carriera

### Nazionale
Ha partecipato ai Mondiali Under-19 del 2013, conclusi al quarto posto.

## Palmarès
- Supercoppa d'Olanda: 1

Heroes Den Bosch: 2022